# Kettenacker
Kettenacker ist ein Stadtteil von Gammertingen im Landkreis Sigmaringen in Baden-Württemberg.

## Geographie

### Geographische Lage
Kettenacker liegt rund sieben Kilometer östlich von Gammertingen und nordöstlich von Hettingen im Südwesten der Schwäbischen Alb, der sogenannten Zwiefalter Alb.

### Ortsteile
Zum Stadtteil gehört die südlich gelegene ehemals fürstlich hohenzollerische Domäne Lusthof (48° 14′ N, 9° 18′ O).

## Geschichte
Auf der Gemarkung Buchäcker fand sich eine vorgeschichtliche Siedlung.
Eine erste urkundliche Erwähnung von Kettenacker datiert ins Jahr 1194 und geschieht im Zusammenhang mit der Nennung der Kirche. Im Jahr 1419 wird ein Patrozinium beurkundet. Um 1440 fiel die Burg Hinterlichtenstein mit Kettenacker von Wolf von Lichtenstein, welcher 1420 in der Geroldseck'schen Fehde mit den von Geroldseck wider die Herrschaft Wirtenberg abgesagt hat, an die Herrschaft Gammertingen. Bei Teilungen der Herrschaft Gammertingen in den Jahren 1557, 1599 und 1620 innerhalb der Familie von Speth blieb Kettenacker immer bei Hettingen. Franz Joseph Speth verkaufte Kettenacker mit dem Lusthof 1753 wegen drückender Schulden an die Linie Speth-Gammertingen.
Am 5. Dezember 1805 rückte der württembergische Amtmann Braun von Zwiefalten mit 26 Soldaten in das zur Herrschaft Gammertingen gehörende Dorf ein. Diese vorübergehende württembergische Besetzung wurde durch die vertragliche Rheinbundakte von 1806 aufgehoben und die Landeshoheit Hohenzollern-Sigmaringen zugesprochen. Das von da an standesherrliche Speth’sche Amt Hettingen wurde 1814 zur gemeinsamen Polizei- und Gerichtsverwaltung mit dem Speth’schen Amt Gammertingen vereinigt. Ab 1827 Teil des hohenzollerischen, 1850 preußischen Oberamtes Gammertingen, kam es 1925 zum Landkreis Sigmaringen.
Kettenacker wurde am 1. Januar 1975 nach Gammertingen eingemeindet.

## Politik

### Ortsvorsteher
Ortsvorsteher ist Helmut Rollmann (Stand 2025).

### Wappen
Das Wappen der ehemaligen Gemeinde Kettenacker zeigt in Rot eine silberne Pflugschar, umgeben von einer sechzehngliedrigen silbernen Kette.

## Kunst und Sehenswürdigkeiten

### Bauwerke
- St. Martinskirche
- St. Georgskapelle

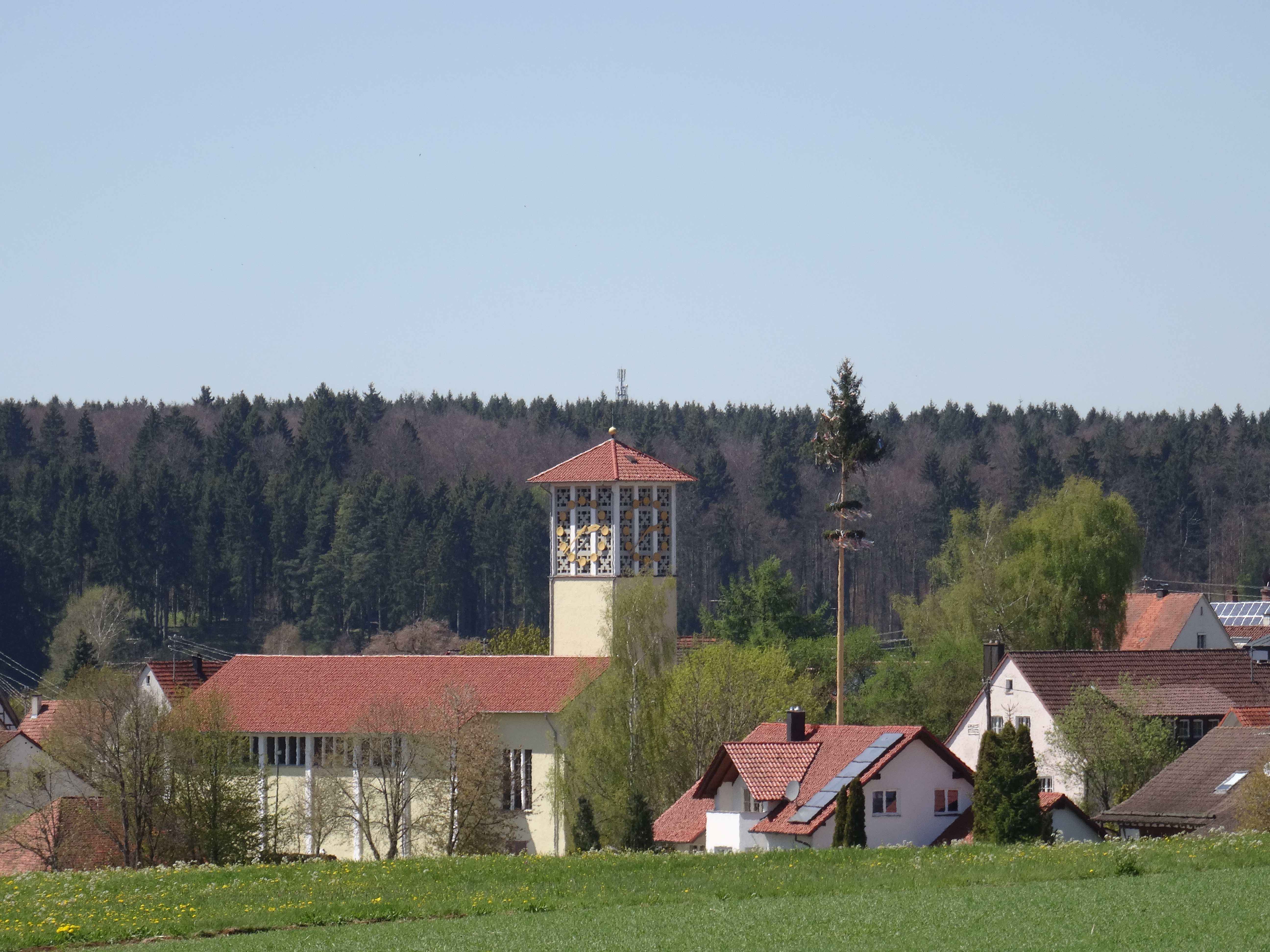
St. Martin

- Von der mittelalterlichen Burg sind noch Mauerreste erhalten.
- Inline-Rundweg

### Regelmäßige Veranstaltungen
Das Bergfest wird jedes Jahr auf der Anhöhe beim Sportplatz durch den Musikverein Kettenacker ausgerichtet.

## Wirtschaft und Infrastruktur

### Ansässige Unternehmen
Die Löwenbrauerei Kettenacker wurde 1850 gegründet und existierte als Privatbrauerei der Familie Hanner bis 1998.